# Літак скороченого зльоту та посадки

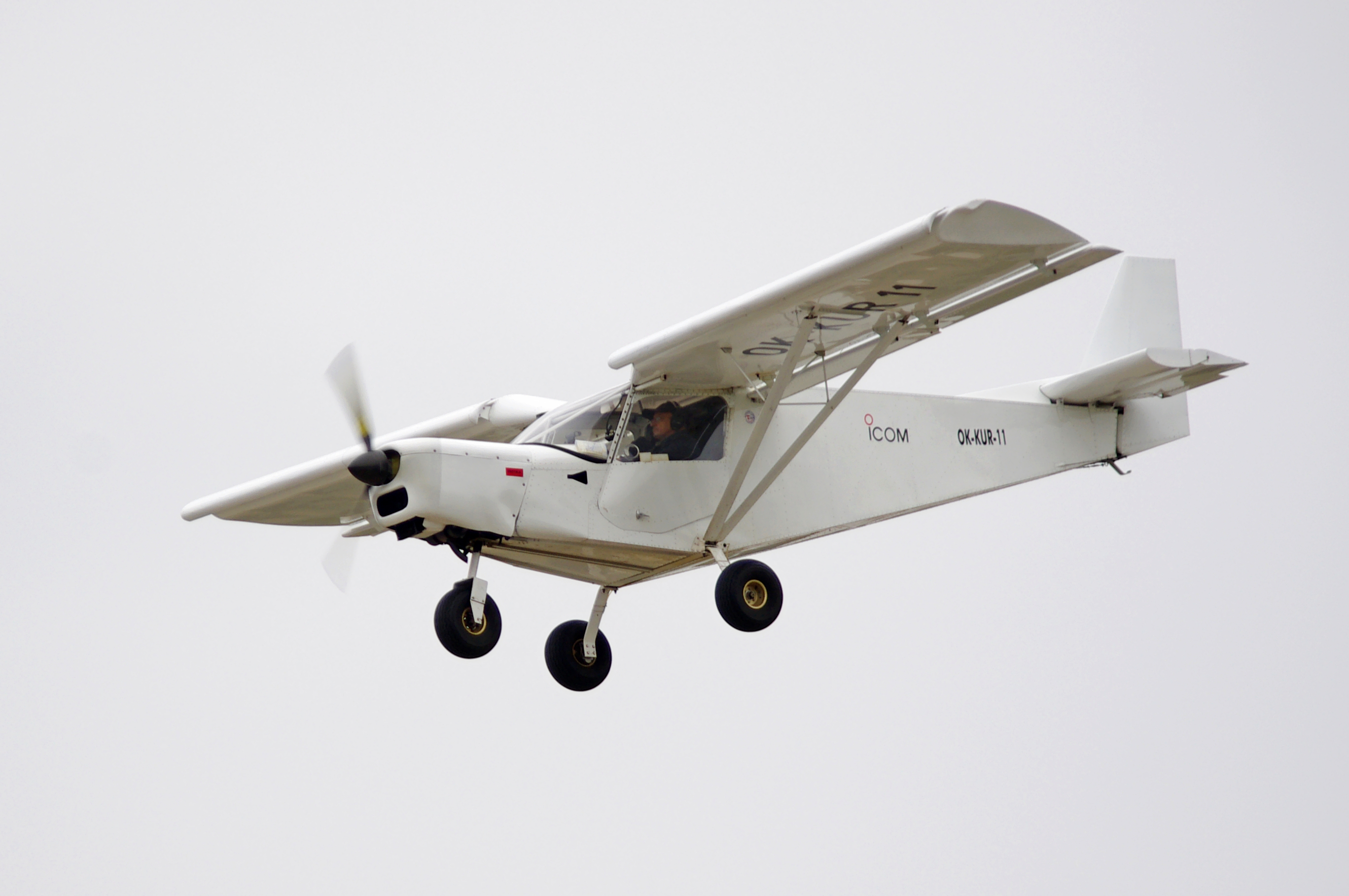
Легкий літак Zenair CH 701 STOL

Літак скороченого зльоту і посадки (скорочено ЛСЗП, англ. STOL — short take-off and landing) — звичайний літальний апарат із нерухомим крилом, що вимагає коротку злітно-посадкову смугу. За визначенням прийнятим у США та НАТО, літак вважається скороченого зльоту та посадки, якщо довжина смуги, необхідної для його зльоту та посадки, не перевищує 450 м.
Багато літаків, розроблених як ЛСЗП, також мають різні пристрої для використання на аеродромах із суворими умовами (такими як велика висота над рівнем моря або льодове покриття).

## Проєктні міркування

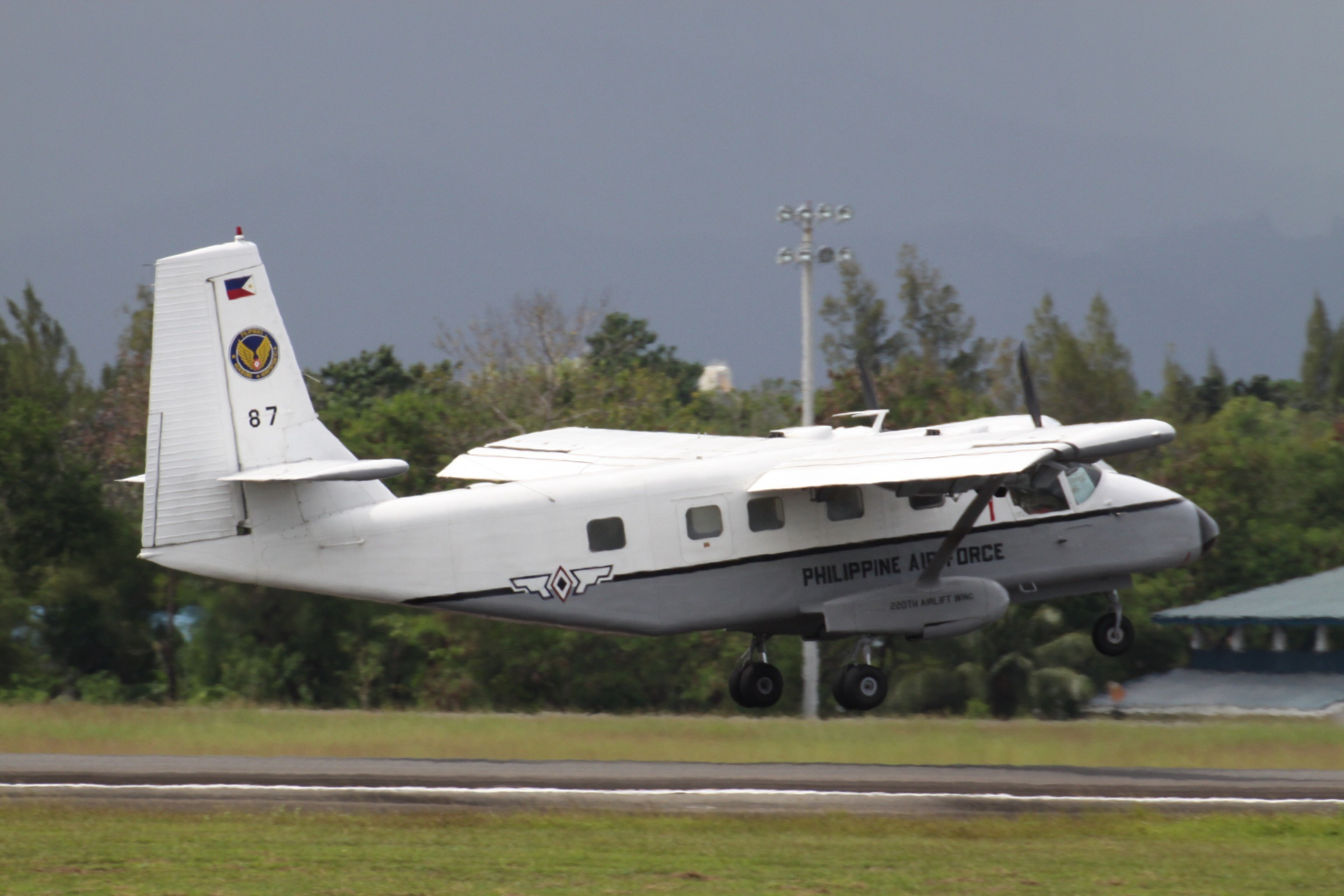
GAF Nomad ВПС Філіппін

Багато літальних апаратів скороченого зльоту та посадки із фіксованим крилом не мають особливих вимог до ЗПС, хоча деякі, як de Havilland Canada Dash-7, призначені для використання на підготовлених злітно-посадкових смугах. Автожири також мають функцію скороченого зльоту та посадки, потребуючи короткого крену, щоб піднятися в повітря, але здатні майже нульового крену під час посадки. 
Необхідна довжина злітно-посадкової смуги є функцією квадрата мінімальної швидкості польоту (швидкості звалювання), і більшість проєктних зусиль витрачається на зменшення цього числа. Для зльоту велике співвідношення потужності/ваги та низький опір повітря допомагають літаку прискорюватися для польоту. Посадковий розбіг мінімізується сильними гальмами, низькою посадковою швидкістю, реверсорами тяги або інтерцепторами (рідше). Загальні показники ЛСЗП визначаються довжиною злітно-посадкової смуги, необхідної для посадки або зльоту, залежно від того, що з них довше.

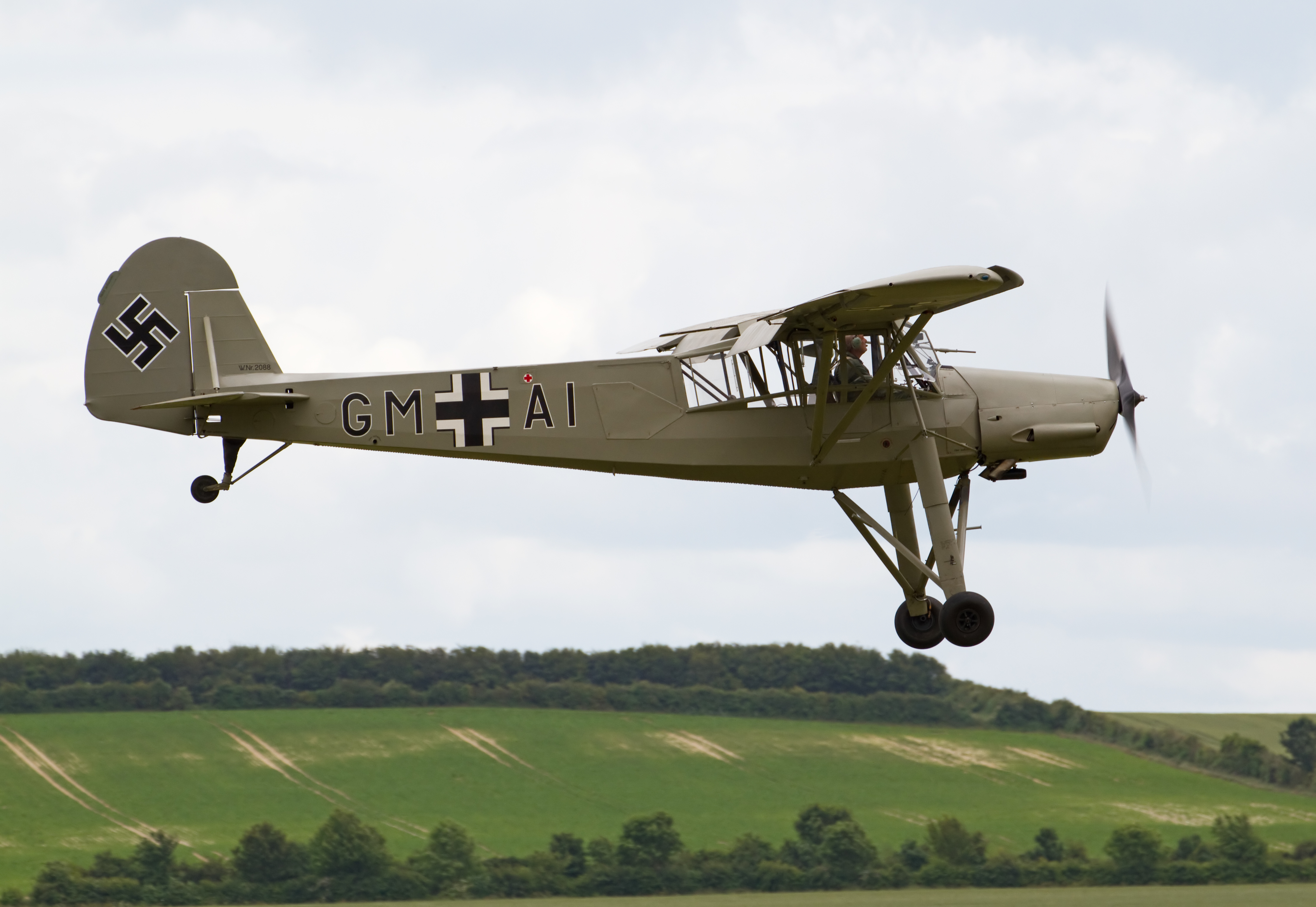
Fieseler Storch з маркуванням німецького Люфтваффе

Зазвичай ЛСЗП має відносно велике крило як для своєї ваги. У цих крилах часто використовуються аеродинамічні пристрої, такі як закрилки, висувки, предкрилки та вихрові генератори. Як правило, розробка літального апарата для відмінних характеристик зменшує максимальну швидкість, але не зменшує здатність підйому корисного вантажу. Корисне навантаження має вирішальне значення, оскільки багато невеликих ізольованих громад покладаються на ЛСЗП як на єдине транспортне сполучення із зовнішнім світом для пасажирів або вантажів. Приклади включають багато громад на півночі Канади та на Алясці.
Більшість ЛСЗП можуть приземлятися як в аеропорту, так і поза ним. Типові зони посадки поза аеропортом включають сніг або лід (з використанням лиж), поля або гравійні береги річок та воду (з використанням поплавців): ці зони часто дуже короткі та закриті високими деревами або пагорбами.

## Приклади літаків СЗП

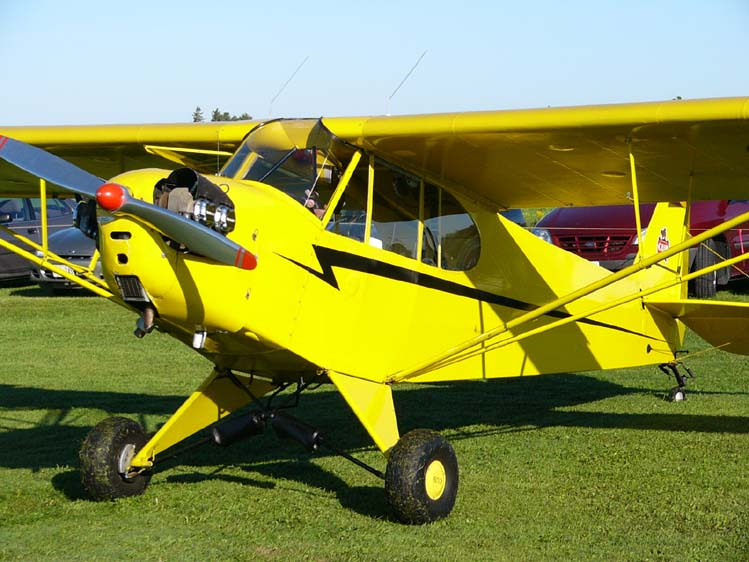
Piper J-3 Cub
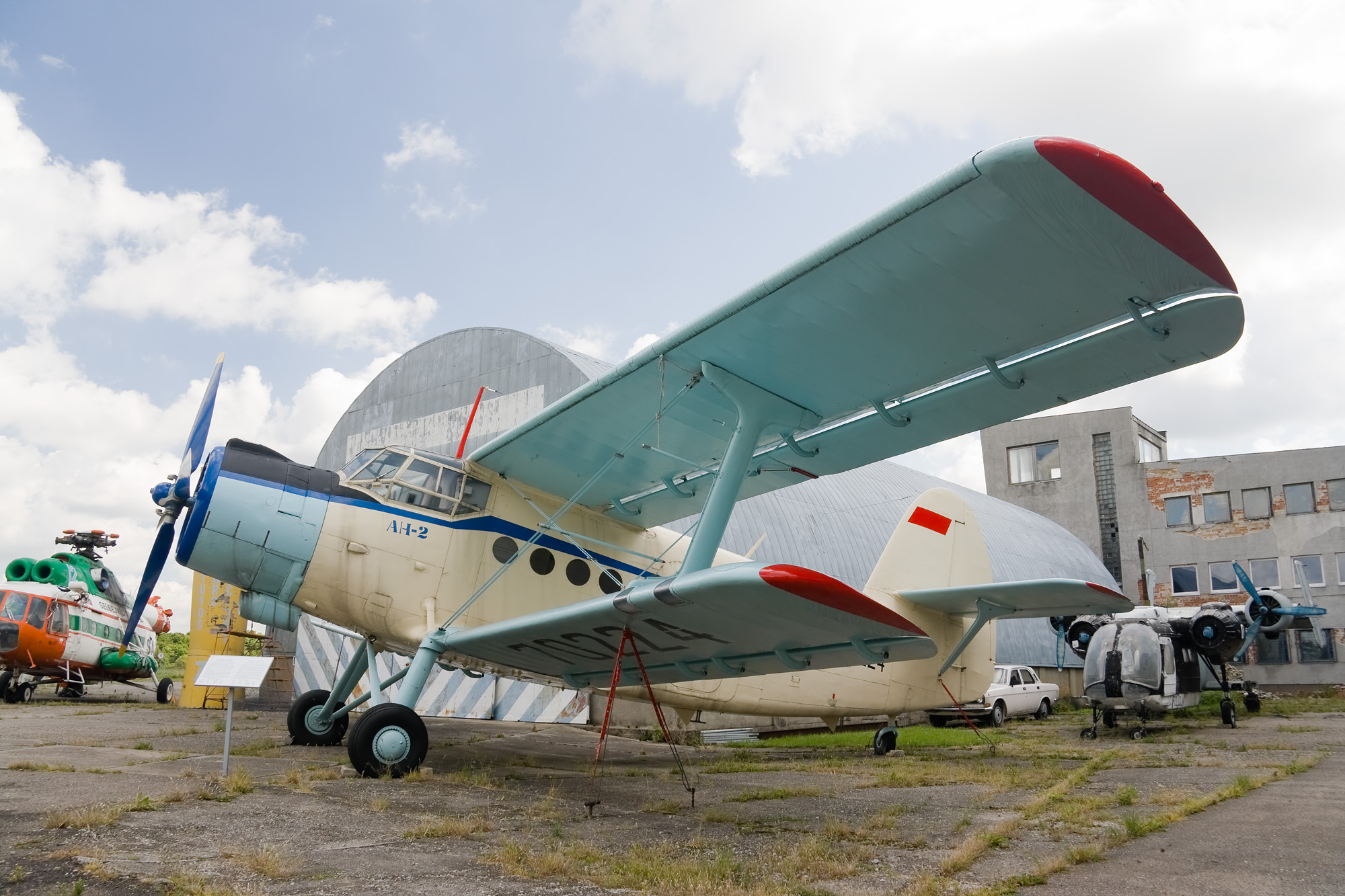
Ан-2
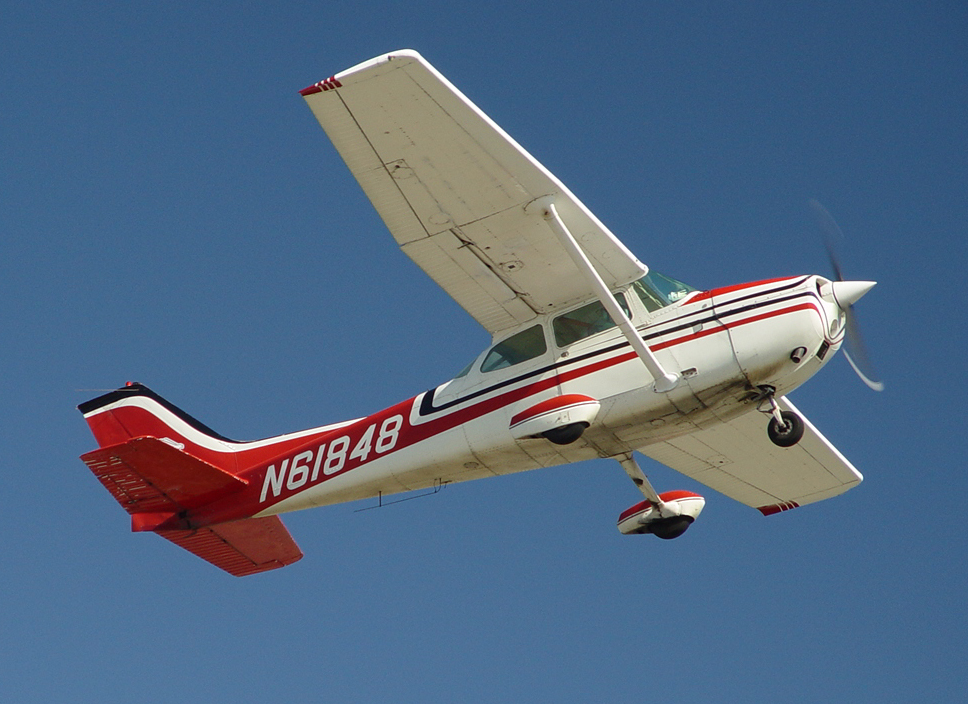
Cessna 172
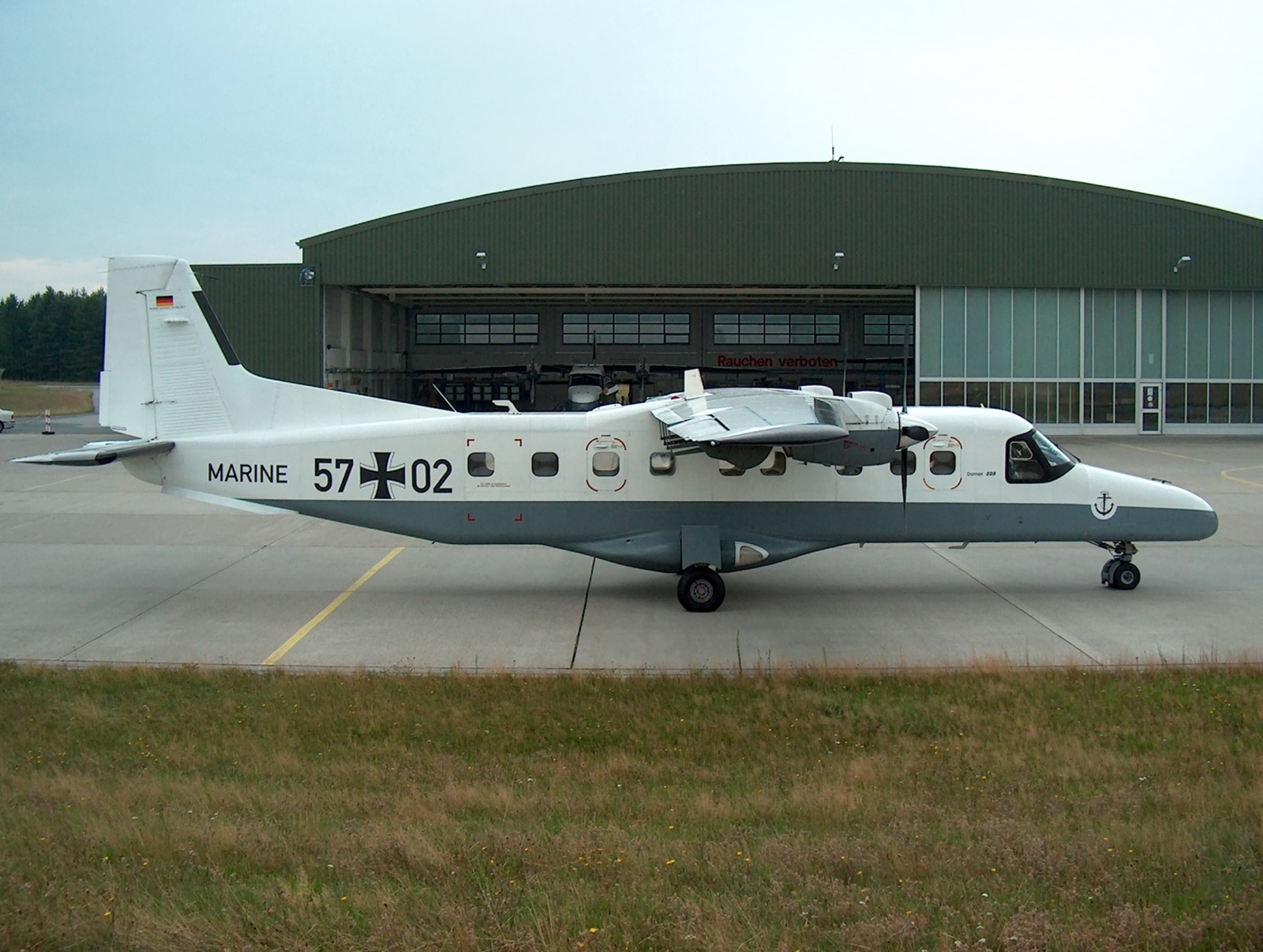
Dornier Do 228
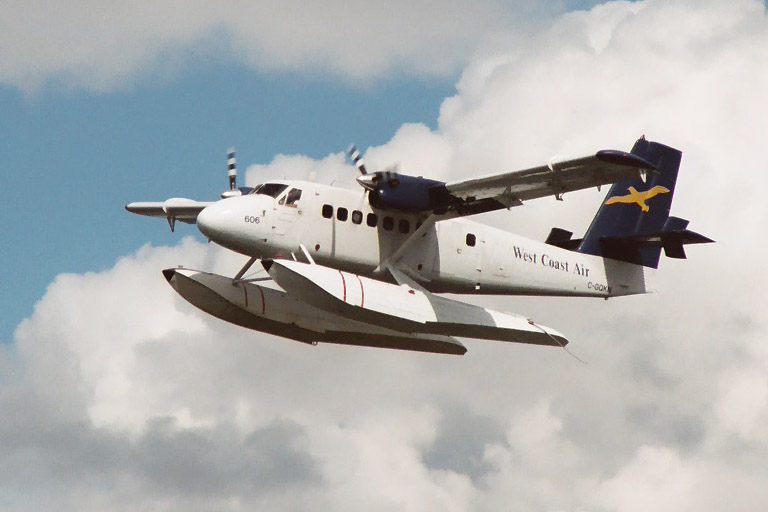
De Havilland DHC-6 Twin Otter